# HD191287
HD191287 — хімічно пекулярна зоря спектрального класу B9, що має видиму зоряну величину в смузі V приблизно  8,2.
Вона  розташована на відстані близько 1387,9 світлових років від Сонця.

## Фізичні характеристики
Телескоп Гіппаркос зареєстрував фотометричну змінність  даної зорі з періодом    1,62 доби в межах від  Hmin= 8,31 до  Hmax= 8,14.

## Пекулярний хімічний склад
Зоряна атмосфера HD191287 має підвищений вміст 
Eu
.